# Matz Sels
Matz Willy Els Sels (Lint, 26 de fevereiro de 1992) é um futebolista belga que atua como goleiro. Atualmente, joga pelo Nottingham Forest.

## Carreira no clube
Sels começou sua carreira juvenil no Kontich e transferiu-se para o Lierse aos sete anos de idade.
Em 31 de dezembro de 2013, foi anunciado que Sels completaria sua transferência para o K.A.A. Gent assim que a janela de transferências fosse aberta. Em sua estreia na Liga dos Campeões, Sels defendeu dramaticamente um pênalti cobrado por Alexandre Lacazette, ajudando sua equipe a garantir um empate por 1–1 contra o Olympique Lyonnais. Em 13 de janeiro de 2016, foi eleito o Melhor Goleiro da Bélgica em 2015.
Em 29 de junho de 2016, Sels completou sua transferência para o Newcastle United F.C., clube da Premier League, assinando um contrato de cinco anos por uma taxa de transferência estimada em £6,5 milhões. Em 22 de junho de 2017, Sels foi emprestado ao Anderlecht por uma temporada.  
Em 27 de julho de 2018, Sels transferiu-se para o RC Strasbourg Alsace, da Ligue 1, por £3,5 milhões. Em sua primeira temporada no clube, foi eleito o Jogador da Temporada do RC Strasbourg Alsace.
Em 1 de fevereiro de 2024, Sels transferiu-se para o Nottingham Forest.

## Carreira
Foi convocado para a seleção da Bélgica em outubro de 2015 para as eliminatórias do Euro 2016 contra Andorra e Israel . Ele foi convocado pela seleção belga de Roberto Martinez para o amistoso contra a Arábia Saudita, em Bruxelas, no dia 27 de março.
Em maio de 2018, ele foi nomeado na seleção da Bélgica para a Copa do Mundo de 2018 na Rússia. No entanto, ele não chegou ao 23º final.
Em maio de 2021, Sels foi nomeado para a convocatória provisória da Bélgica para o remarcado UEFA Euro 2020 .
Ele fez sua estreia em 3 de junho de 2021 em um amistoso contra a Grécia, substituindo Simon Mignolet aos 90 minutos.
| Bélgica | Bélgica | Bélgica |
| Ano     | Apps    | Metas   |
| ------- | ------- | ------- |
| 2021    | 1       | 0       |
| Total   | 1       | 0       |

## Honras
Gent
- Jupiler Pro League: 2014-15

Newcastle
- EFL Championship: 2016-17

Anderlecht
- Supertaça belga: 2017

Strasbourg
- Coupe de la Ligue: 2018-19 [17]

Individual
- Goleiro profissional belga do ano: 2015–16
- Defesa do Mês da Premier League: Março de 2024